# Buteo
Buteo là một chi chim trong họ Accipitridae.

## Hình ảnh

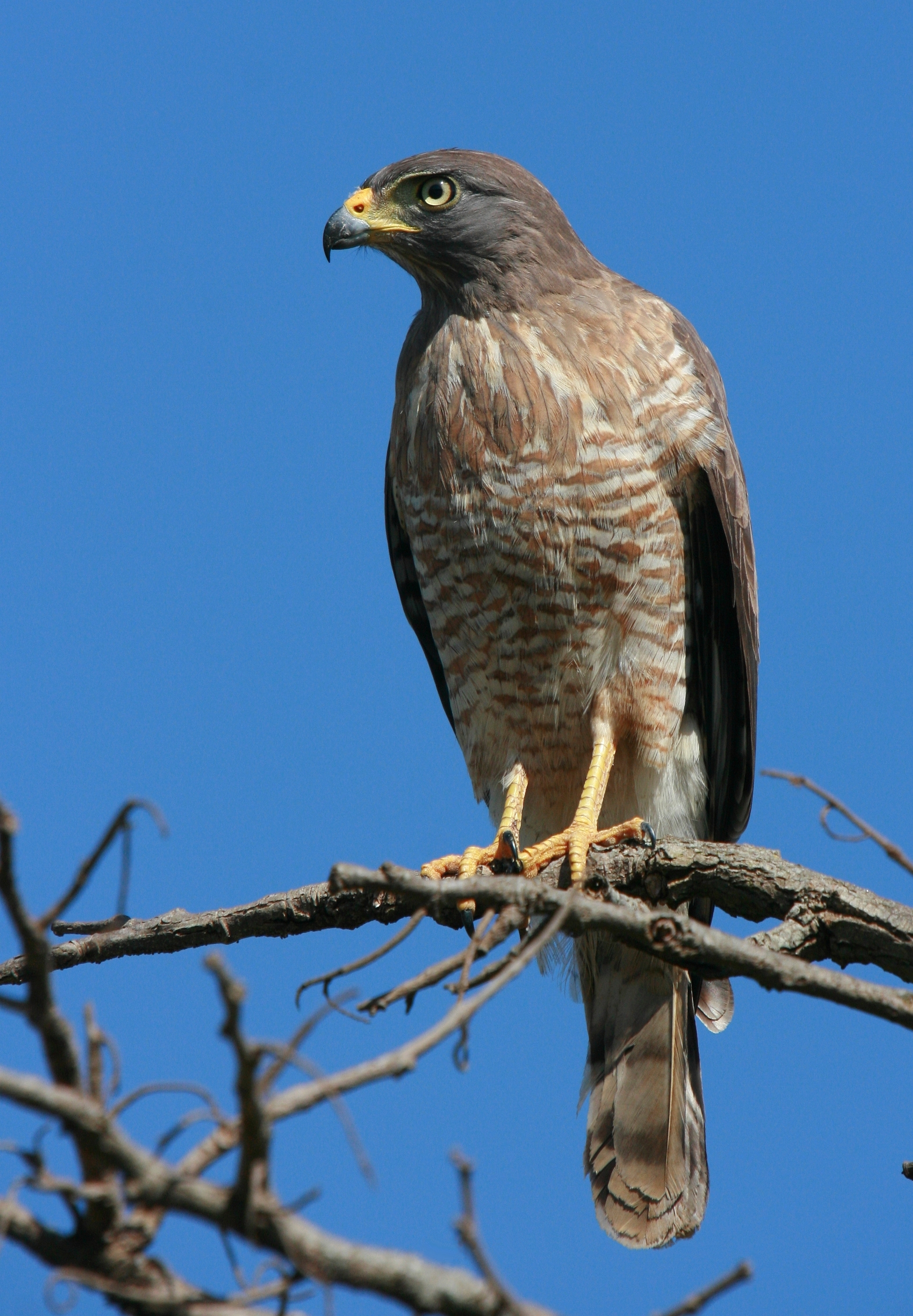
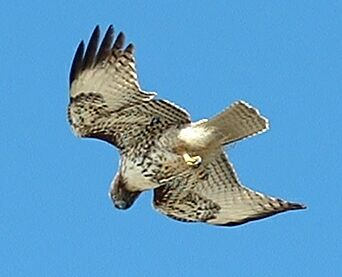
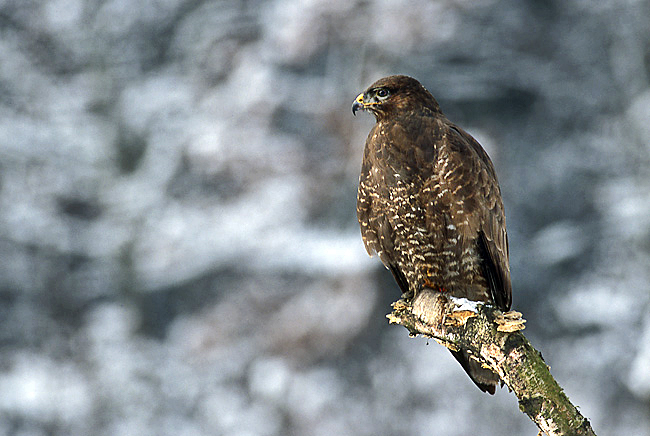
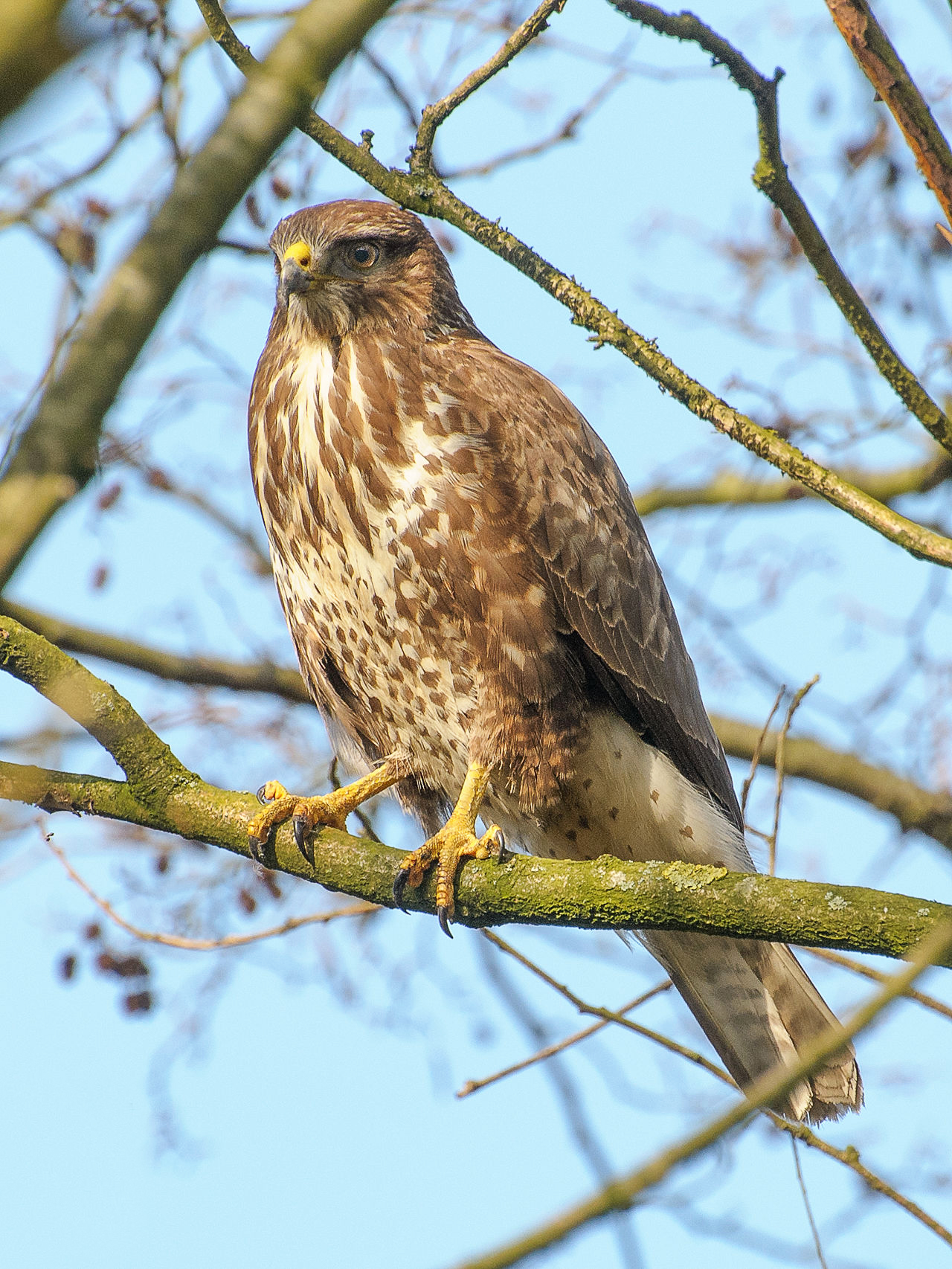
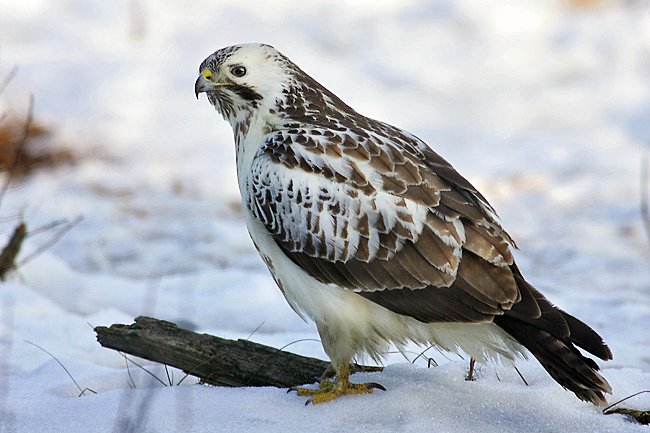

## Các loài
Các loài còn tồn tại:
- Buteo albigula
- Buteo albonotatus
- Buteo archeri
- Buteo augur
- Buteo auguralis
- Buteo bannermani
- Buteo brachypterus
- Buteo brachyurus
- Buteo burmanicus
- Buteo buteo
- Buteo galapagoensis
- Buteo hemilasius
- Buteo jamaicensis
- Buteo japonicus
- Buteo lagopus
- Buteo lineatus
- Buteo nitidus
- Buteo oreophilus
- Buteo plagiatus
- Buteo platypterus
- Buteo regalis
- Buteo ridgwayi
- Buteo rufinus
- Buteo rufofuscus
- Buteo socotraensis
- Buteo solitarius
- Buteo swainsoni
- Buteo trizonatus
- Buteo ventralis

Các loài đã tuyệt chủng:
- Buteo ales †
- Buteo antecursor †
- Buteo contortus †
- Buteo coterminus †
- Buteo dananus †
- Buteo fluviaticus †
- Buteo grangeri †
- Buteo typhoius †